# 小泉節子

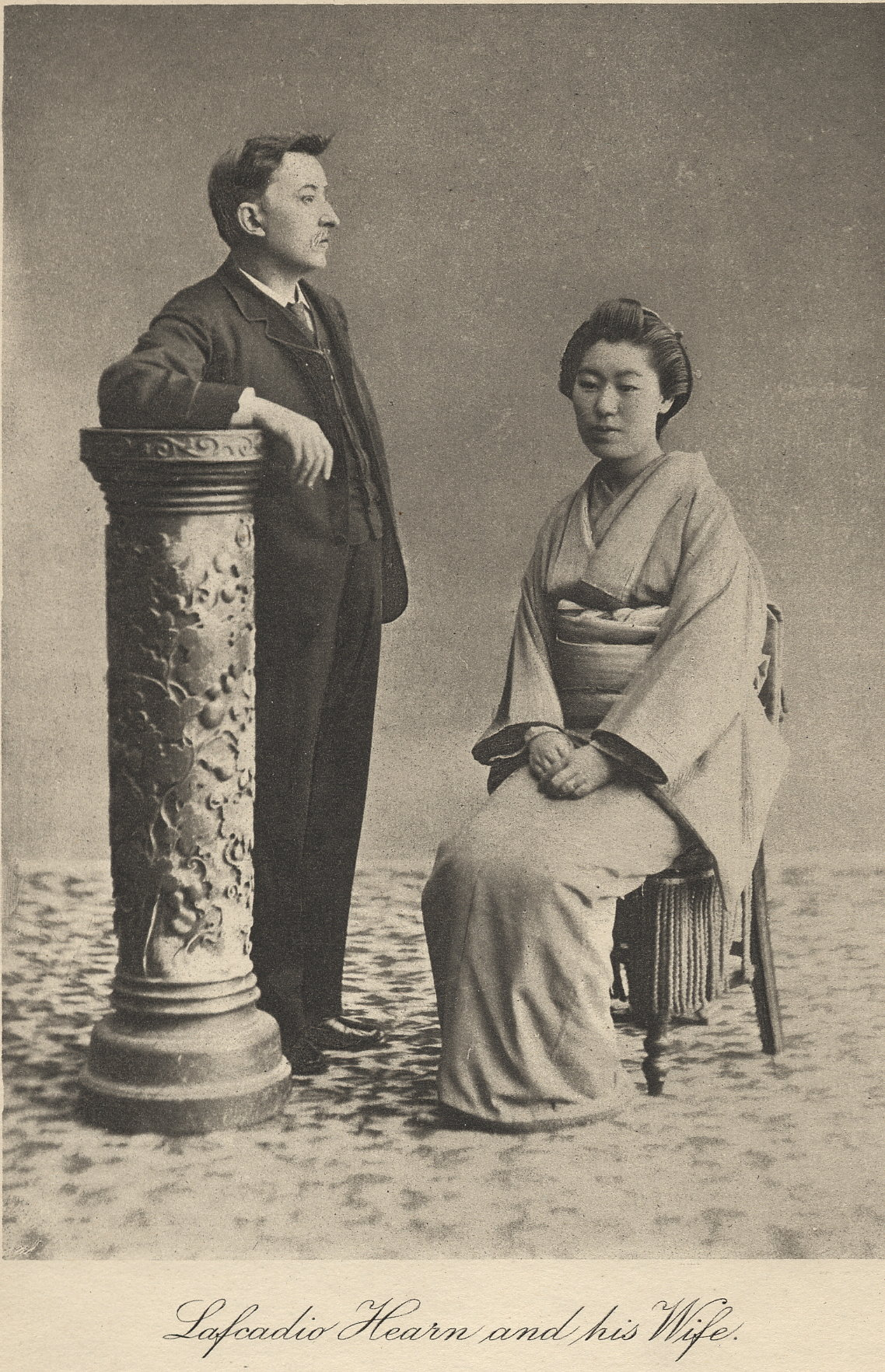
小泉八雲（左）と節子（右）

小泉 節子（こいずみ せつこ、1868年2月26日〈慶応4年2月4日〉- 1932年〈昭和7年〉2月18日）は、小泉八雲の妻。日本に関する八雲の著述を支えた。戸籍上の名前は小泉 セツだが、本人は節子の名を好んだ。

## 概要
出雲松江藩の家臣小泉家の次女として生まれ、親戚の稲垣家の養女となる。子供の頃に稲垣家が没落して節子は11歳から生家の機織会社で織子として働いた。18歳の時に婿養子を迎えて結婚したが、夫は貧しさに耐えられず出奔。22歳で正式に離婚し小泉家に復籍する。家計を支えるため松江の英語教師として赴任したラフカディオ・ハーン（後の小泉八雲）の家の住み込み女中となり、のちに結婚した。夫・八雲の日本語の理解を助けるとともに、幼少時から物語が好きだったこともあって日本に関する八雲の著述を支えた。八雲との間に三男一女をもうけた。八雲の死後に、八雲との思い出をつづった「思い出の記」を著した。

## 生い立ちから八雲との結婚まで
1868年（慶応4年）2月4日、松江に生まれセツと命名される。父は出雲松平家の番頭で家禄300石の小泉弥右衛門湊、母はチエ。6人兄弟の次女。生後7日で親類で子供の無かった家禄100石の稲垣家の養女となる。
幼いころから物語が好きで、大人たちから昔話、民話、伝説などを聞いて育った。明治維新で士族は家禄を失い困窮した。節子の稲垣家も没落したため、小学校を優秀な成績で卒業し上級学校への進学を希望したにもかかわらず、11歳から実父・小泉湊が興した機織会社で織子として働き家計を助けた。
節子が18歳の時に稲垣家は士族の前田為二を婿養子として迎えるが、為二は困窮に耐えられず一年足らずで出奔した。1890年（明治23年）、22歳の初めに正式に婚姻関係を解消して小泉家に復籍した。小泉家も困窮しており、1891年（明治24年）2月頃一人住まいのハーンの家に住み込み女中として働き始めた。

## 結婚生活
同居して約半年を経た7月に、ハーンは同僚の英語教師西田千太郎と出雲大社近くの稲佐の浜を訪れ約半月滞在したが、ハーンは2日目には節子を呼びよせて仲よく一緒に行動しており「住み込み女中」という扱いではなかった。また8月11日にハーンが友人に出した手紙には節子との結婚を報じている。
1891年（明治24年）11月に八雲の転勤で夫婦は熊本県熊本市に転居。節子は八雲との意思疎通のために英語を勉強するが結局ものにならなかった。しかし八雲が語る片言の日本語の「ヘルンさん言葉」を節子は正確に理解し、夫婦はお互いに意思疎通ができた。熊本では長男の一雄が誕生した。
1894年（明治27年）、夫婦は兵庫県神戸市に引っ越した。八雲が熊本時代に執筆した『知られぬ日本の面影』が好評となったのを受けて、著述に専念するようになった。これ以後の八雲の主要作品に節子が素材を提供している。神戸在住中の1896年にハーンは兵庫県知事の承認を得て日本に帰化し、更に小泉家への「外国人入夫結婚」の願いが島根県知事に「承認」されて正式に「小泉八雲」となった。
1896年（明治29年）夫婦は東京府牛込区市谷へ転居する。東京でも節子は八雲に作品の素材を探して提供した。伝承だけでなく当時出版されていた書物を節子が読んで、その内容を「ヘルンさん言葉」で八雲に伝え、彼の執筆を支えた。八雲は節子に対し「本から得た物語で」あっても本を見ずに節子自身の言葉で語る「語り部」であることを要求し、節子はそれに応えた。夫婦は東京で二男一女をもうけるが、夫婦が西大久保に引っ越した1902年頃からハーンの健康が衰え始め、節子が36歳の1904年（明治37年）9月26日に八雲が死去した。

### 八雲の著作に対する節子以外の協力者の存在
八雲の著作物の中には、元となった書籍の内容が小学校卒の節子には理解できないと推察されるものがあり、彼女以外にハーンに協力した人物の存在が考えられる。1899年頃八雲と親交のあったフェノロサの妻メアリーは八雲に仏教説話を物語ったと述べている。また　長男の小泉一雄に「母にとっての影武者」と呼ばれた三成重敬や、八雲の死の翌年に「人間、ラフカディオ・ハーン」を著した雨森信成などの協力者がいたが、両人とも八雲の著作への貢献については黙している。

## 晩年
小泉八雲は生前から遺言状に遺産は全て妻に譲ることを明言していたおかげで、西大久保の家や書斎を生前のまま残すことができ、裕福な暮らしをしながら子供たちを育てた。1914年（大正3年）に八雲との思い出をまとめた「思い出の記」が田辺隆次が著した「小泉八雲」に収められて出版された。晩年は動脈硬化に苦しみ、1932年（昭和7年）2月18日に64歳で死去した。墓所は雑司ヶ谷霊園。

## 小泉節子を取り扱った作品
- NHKドラマ『日本の面影』（1984年3月3日 - 24日〈NHK総合〉、演：檀ふみ〈舞台版：三田和代 〉） - 八雲を主人公としたテレビドラマ
- 連続テレビ小説『ばけばけ』（2025年度後期予定）、演：髙石あかり（役名：松野トキ） - セツをモデルとしたオリジナルのテレビドラマ[29][30]